# 卡爾片科韋 (巴赫馬奇區)
51°17′24″N 33°2′15″E / 51.29000°N 33.03750°E
卡爾片科韋（烏克蘭語：Карпенкове），是烏克蘭北部的村莊，隸屬切爾尼希夫州的尼任區。該村始建於1630年，面積0.94平方公里，海拔高度122米，2006年人口108，人口密度每平方公里115.5人。